# Bolsa sinovial
Una bolsa sinovial o bursa (del latín bursa, «bolsa») es un saco lleno de fluido forrado por membrana sinovial con una capa capilar interior de fluido viscoso (similar a la clara de un huevo). Proporciona un cojín entre los huesos, tendones y/o músculos alrededor de una articulación. Esto ayuda a reducir cualquier fricción entre los huesos permitiendo libre movilidad. Las bolsas están llenas con fluido sinovial y se encuentran alrededor de casi todas las principales articulaciones del cuerpo; cuando estas se inflaman, la afección se denomina bursitis. Las bolsas pueden ser extirpadas debido a una bursitis crónica o a una infección, a este proceso se le denomina bursectomía.
El número de bolsas en el cuerpo humano puede sobrepasar las mil; sin embargo, la mayoría de éstas no son constantes. Algunas bolsas, las principales o constantes, suelen recibir su nombre de acuerdo a su situación, por ejemplo; subacromial, rotuliana, olecraniana, etc.